# Тшебиня (гмина)
Тшебиня (пол. Trzebinia) — городско-сельская гмина (волость) в Польше, входит как административная единица в Хшанувский повет, Малопольское воеводство. Население — 34 088 человек (на 2004 год).

## Демография
| Перепись                       | Всего   | Всего | Женщины | Женщины | Мужчины | Мужчины |
| ------------------------------ | ------- | ----- | ------- | ------- | ------- | ------- |
| Единицы                        | человек | %     | человек | %       | человек | %       |
| Население                      | 34 088  | 100   | 17 471  | 51,3    | 16 617  | 48,7    |
| Плотность населения (чел./км²) | 324     | 324   | 166     | 166     | 157,9   | 157,9   |

## Соседние гмины
1. Гмина Альверня
2. Буковно
3. Гмина Хшанув
4. Явожно
5. Гмина Кшешовице
6. Гмина Олькуш